# La Ferrière-sur-Risle
La Ferrière-sur-Risle is een gemeente in het Franse departement Eure (regio Normandië) en telt 247 inwoners (1999). De plaats maakt deel uit van het arrondissement Évreux.

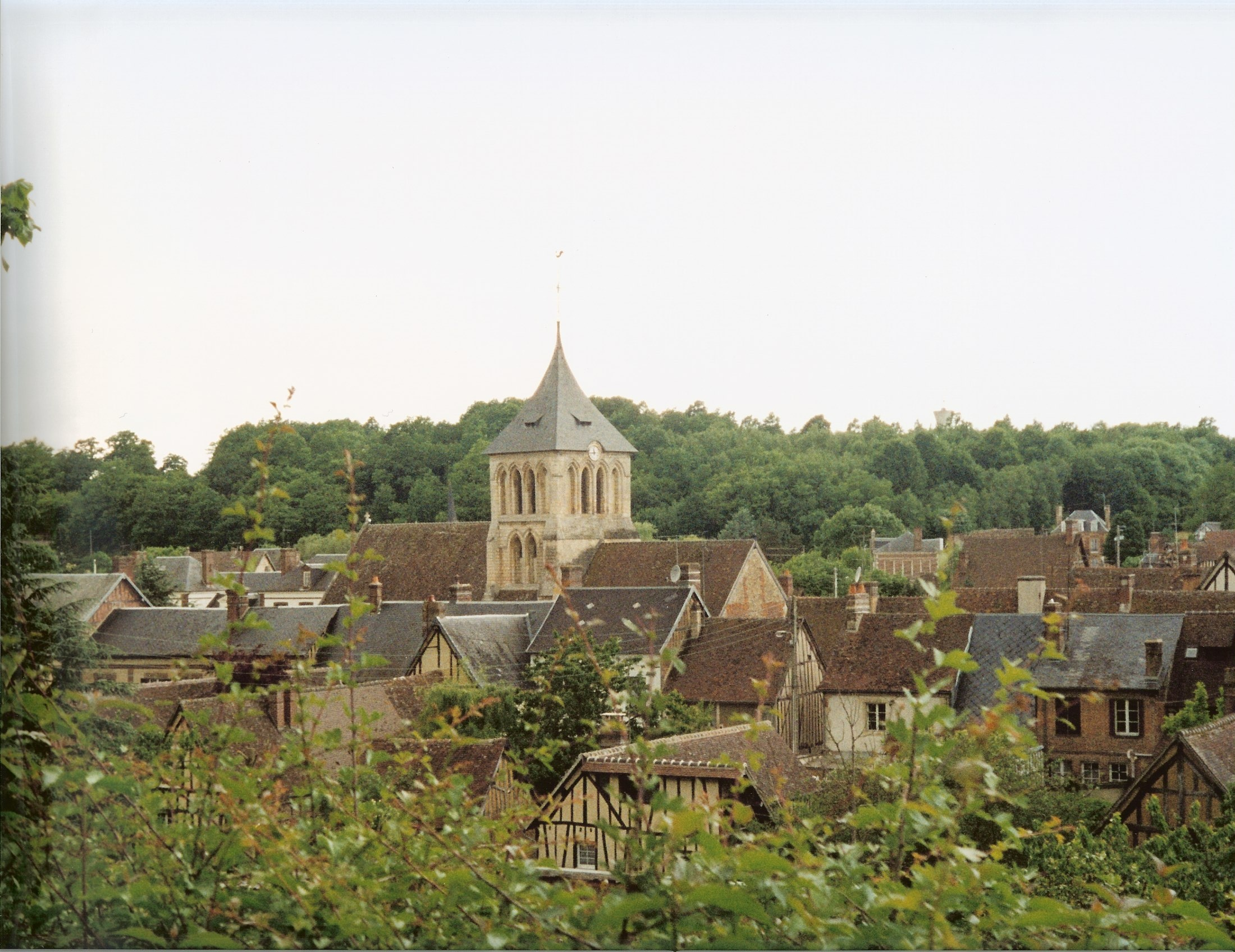
La Ferrière-sur-Risle
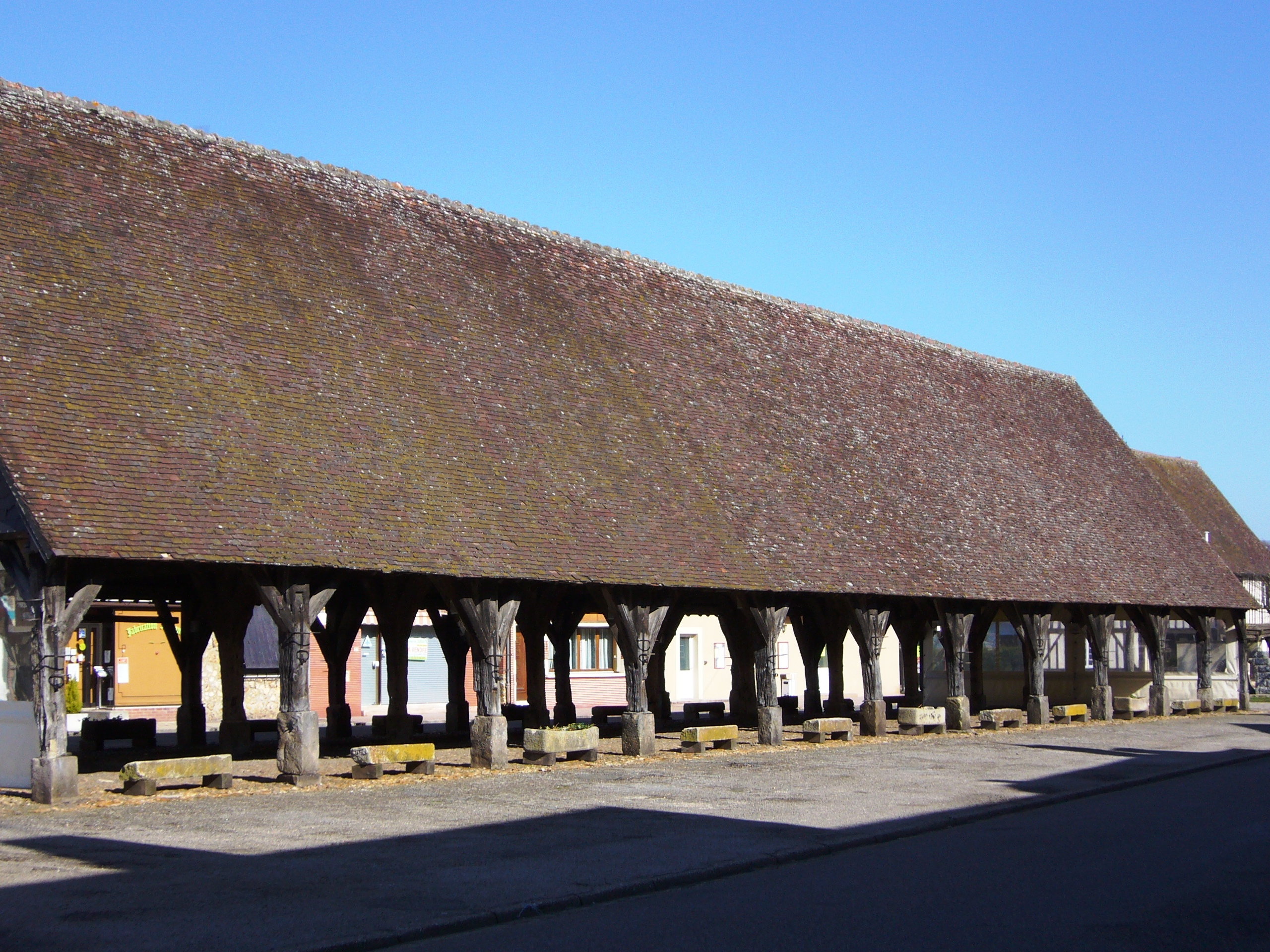
Middeleeuwse markthal
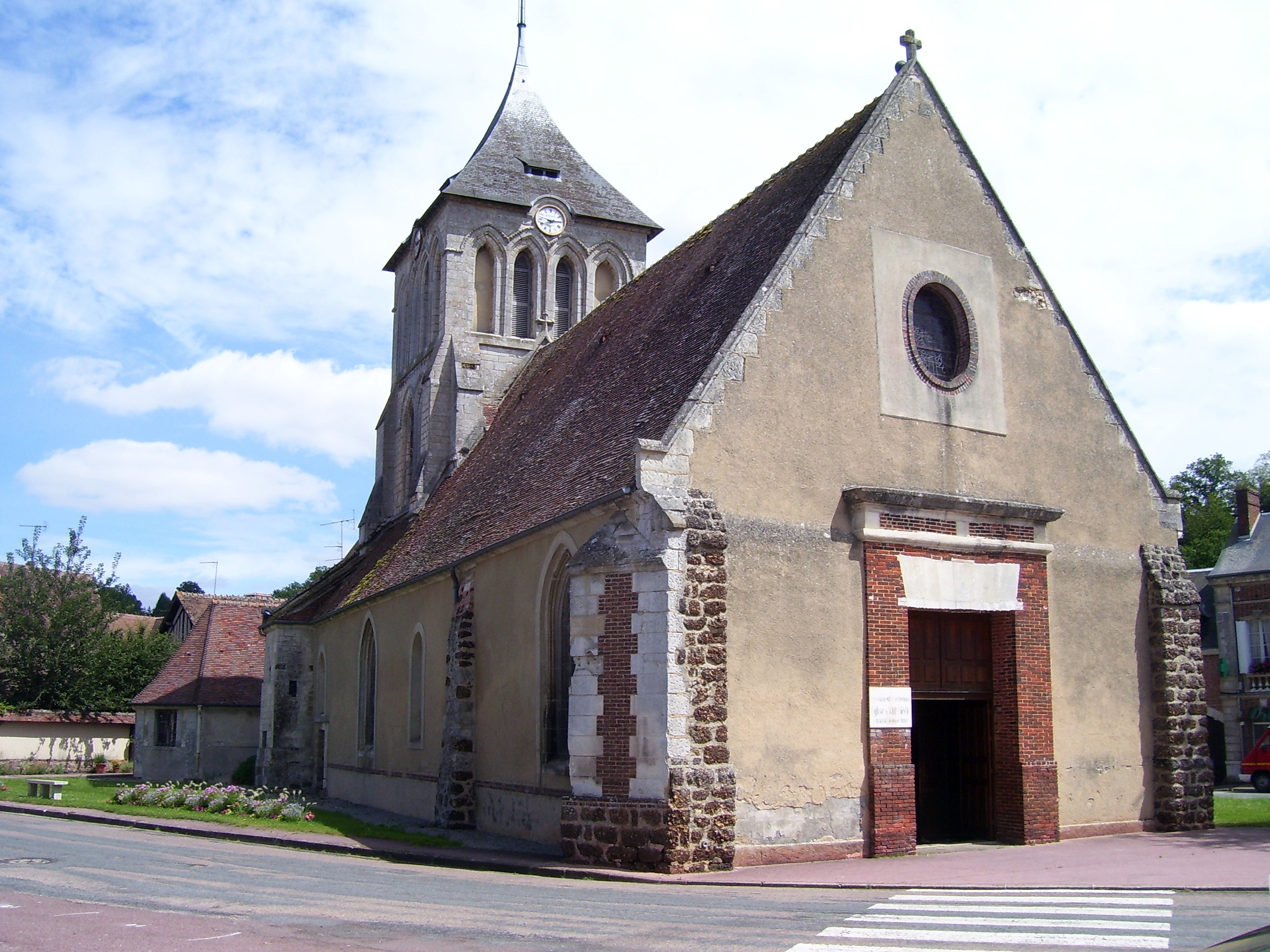
Kerk van St Georges
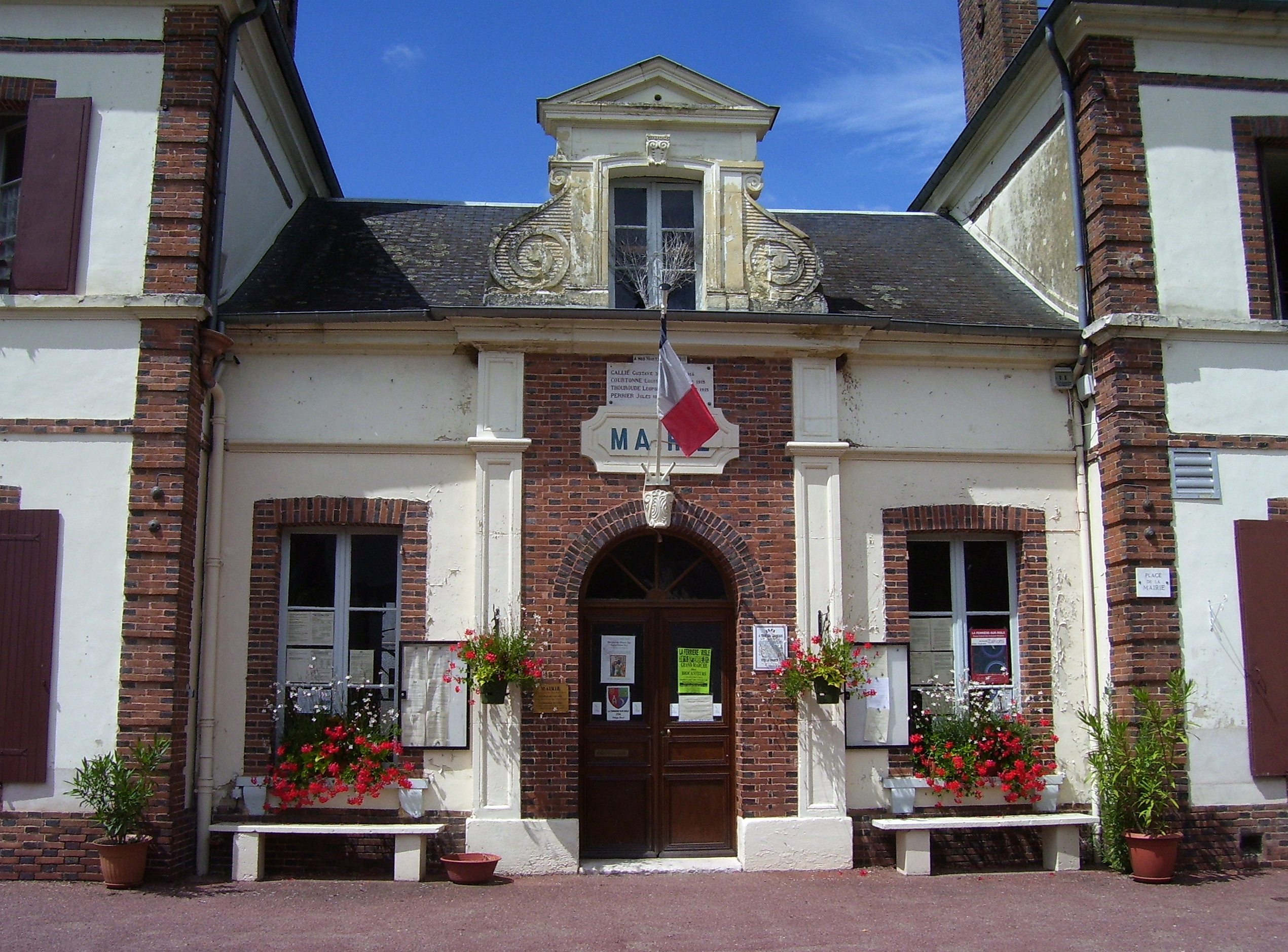
Gemeentehuis

## Geografie
De oppervlakte van La Ferrière-sur-Risle bedraagt 0,2 km², de bevolkingsdichtheid is 1235,0 inwoners per km².
De onderstaande kaart toont de ligging van La Ferrière-sur-Risle met de belangrijkste infrastructuur en aangrenzende gemeenten.

## Demografie
Onderstaande figuur toont het verloop van het inwonertal (bron: INSEE-tellingen).